# Rawalsar
Rawalsar là một thị xã và là một nagar panchayat của quận Mandi thuộc bang Himachal Pradesh, Ấn Độ.

## Nhân khẩu
Theo điều tra dân số năm 2001 của Ấn Độ, Rawalsar có dân số 1369 người. Phái nam chiếm 54% tổng số dân và phái nữ chiếm 46%. Rawalsar có tỷ lệ 76% biết đọc biết viết, cao hơn tỷ lệ trung bình toàn quốc là 59,5%: tỷ lệ cho phái nam là 78%, và tỷ lệ cho phái nữ là 73%. Tại Rawalsar, 12% dân số nhỏ hơn 6 tuổi.

## Thư viện hình ảnh

Rawalsar - Rewalsar
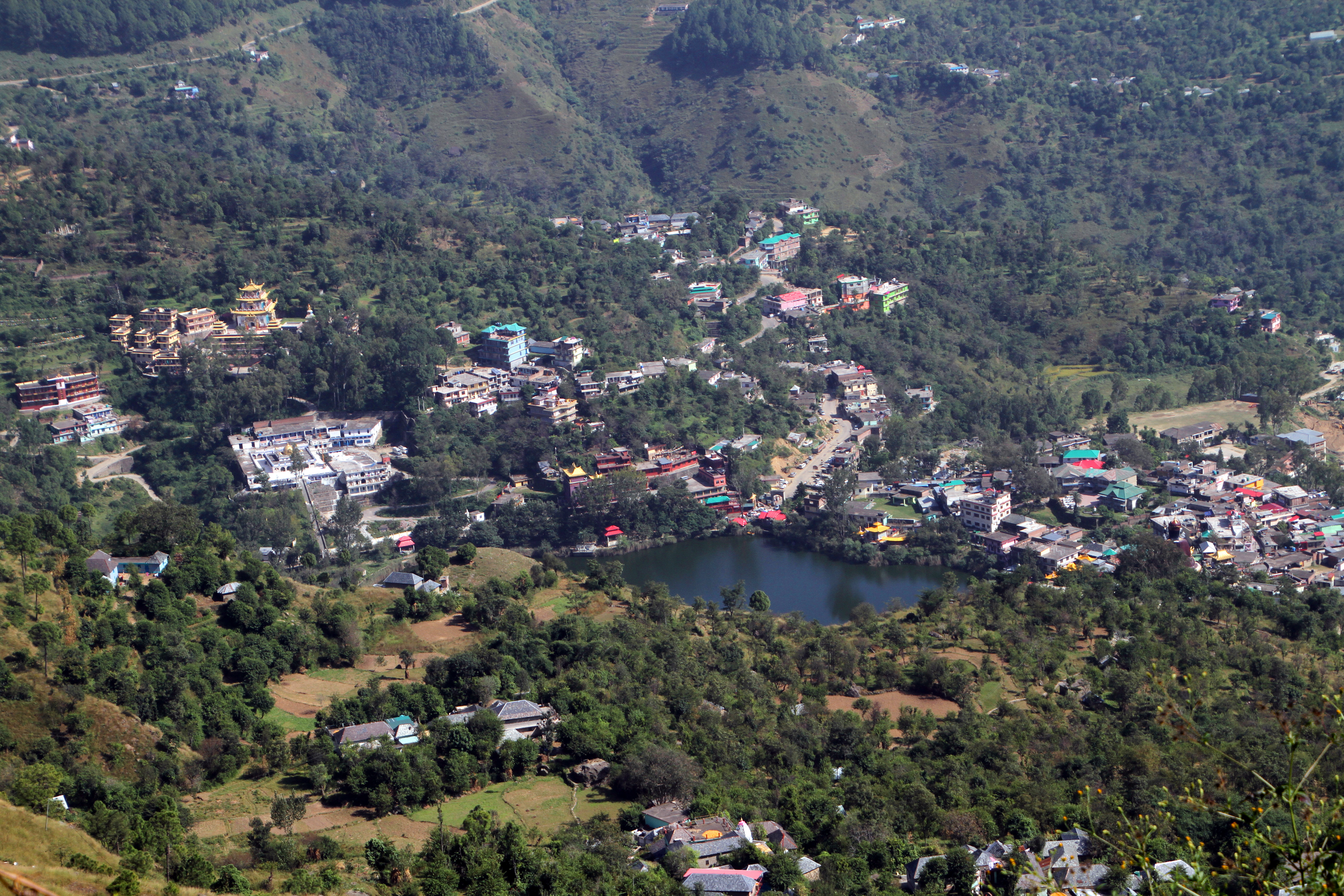
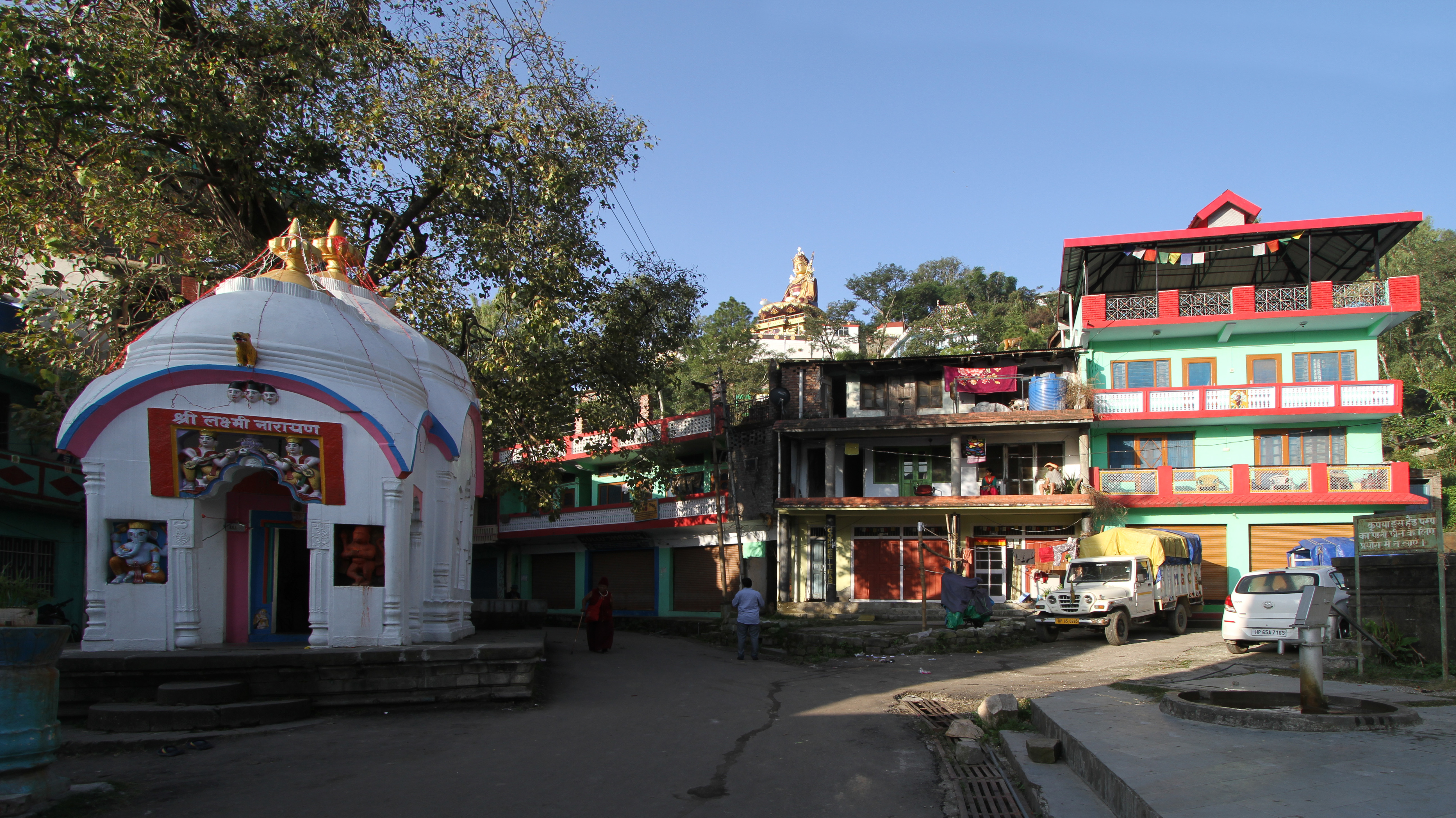
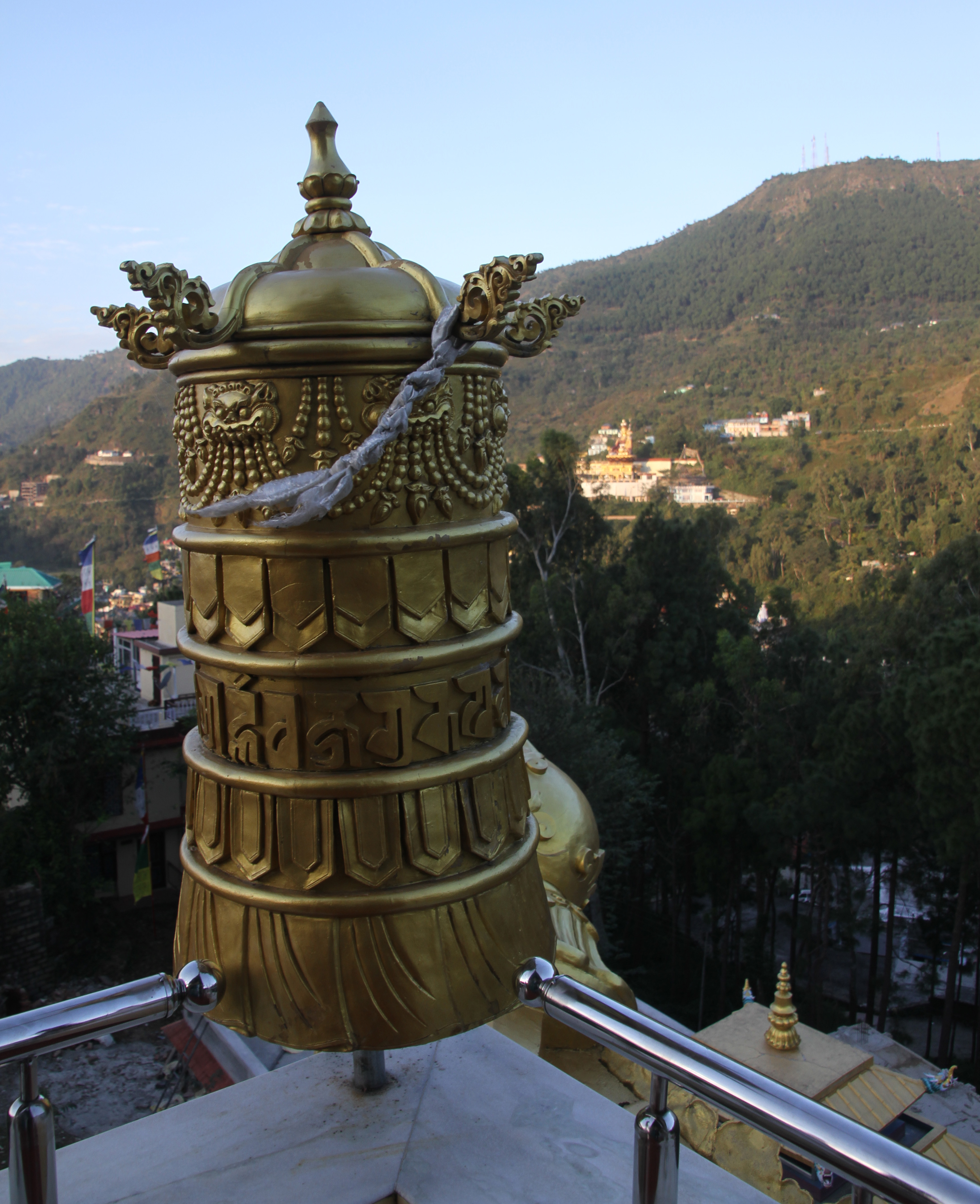
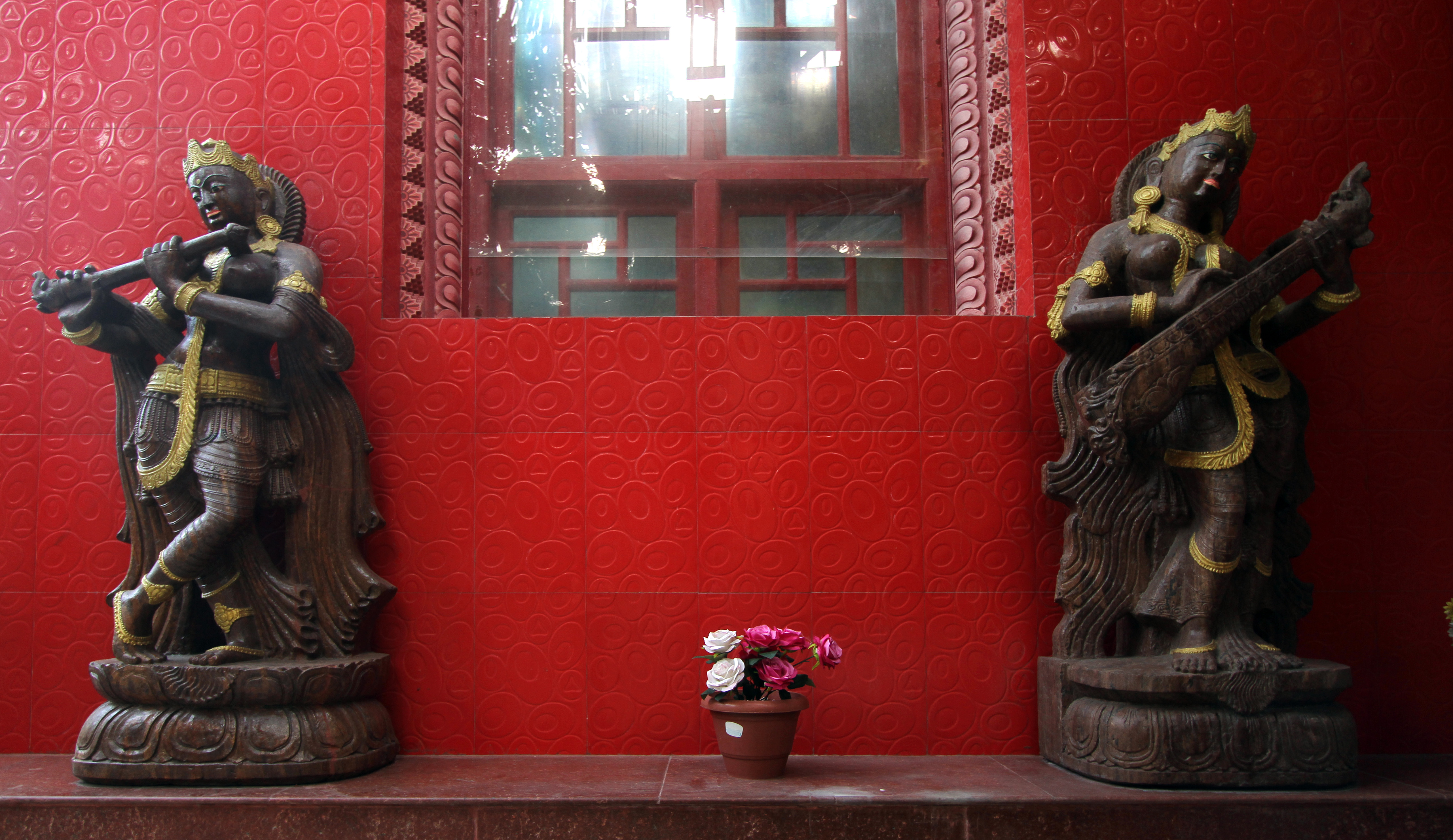
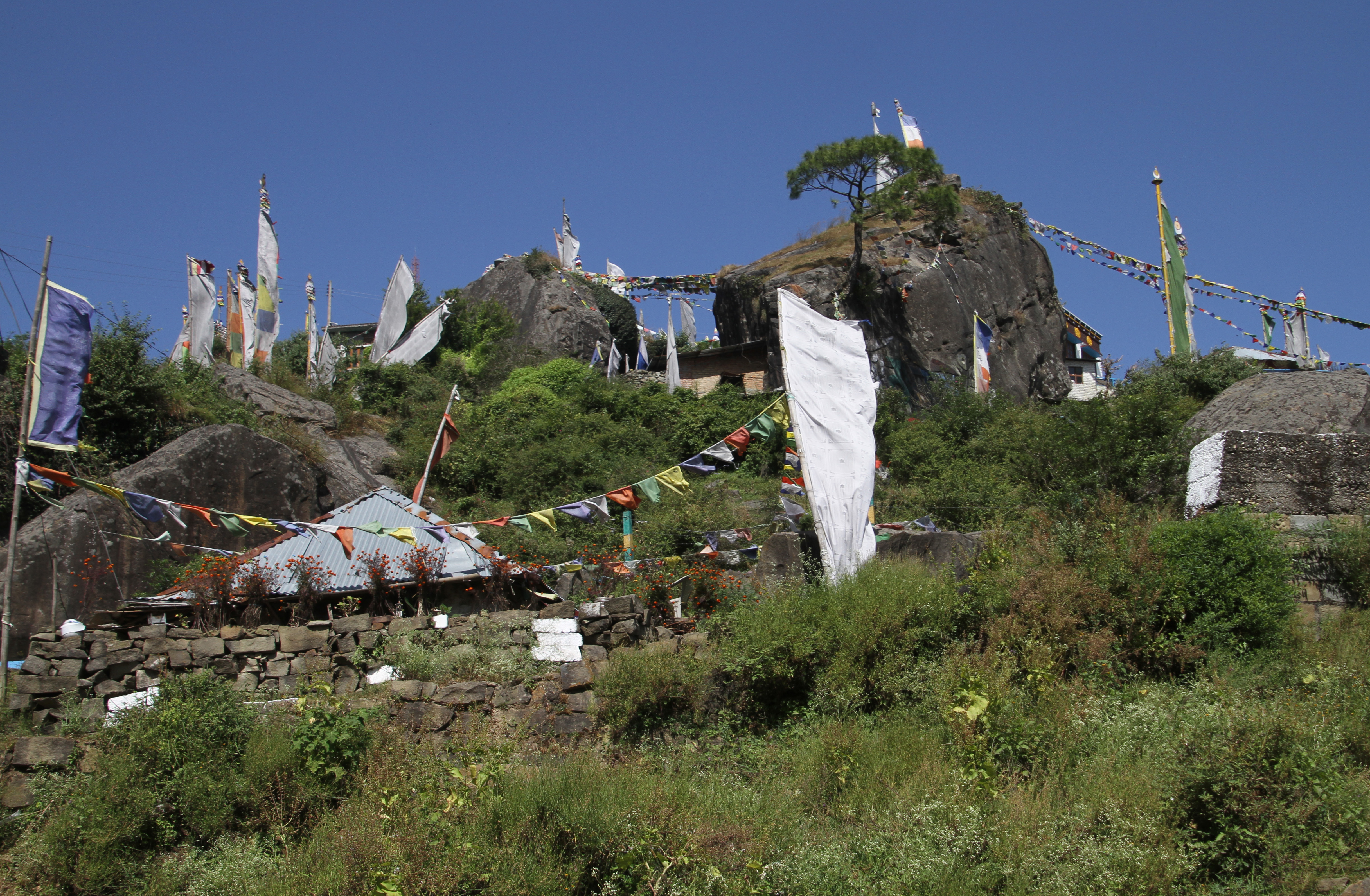
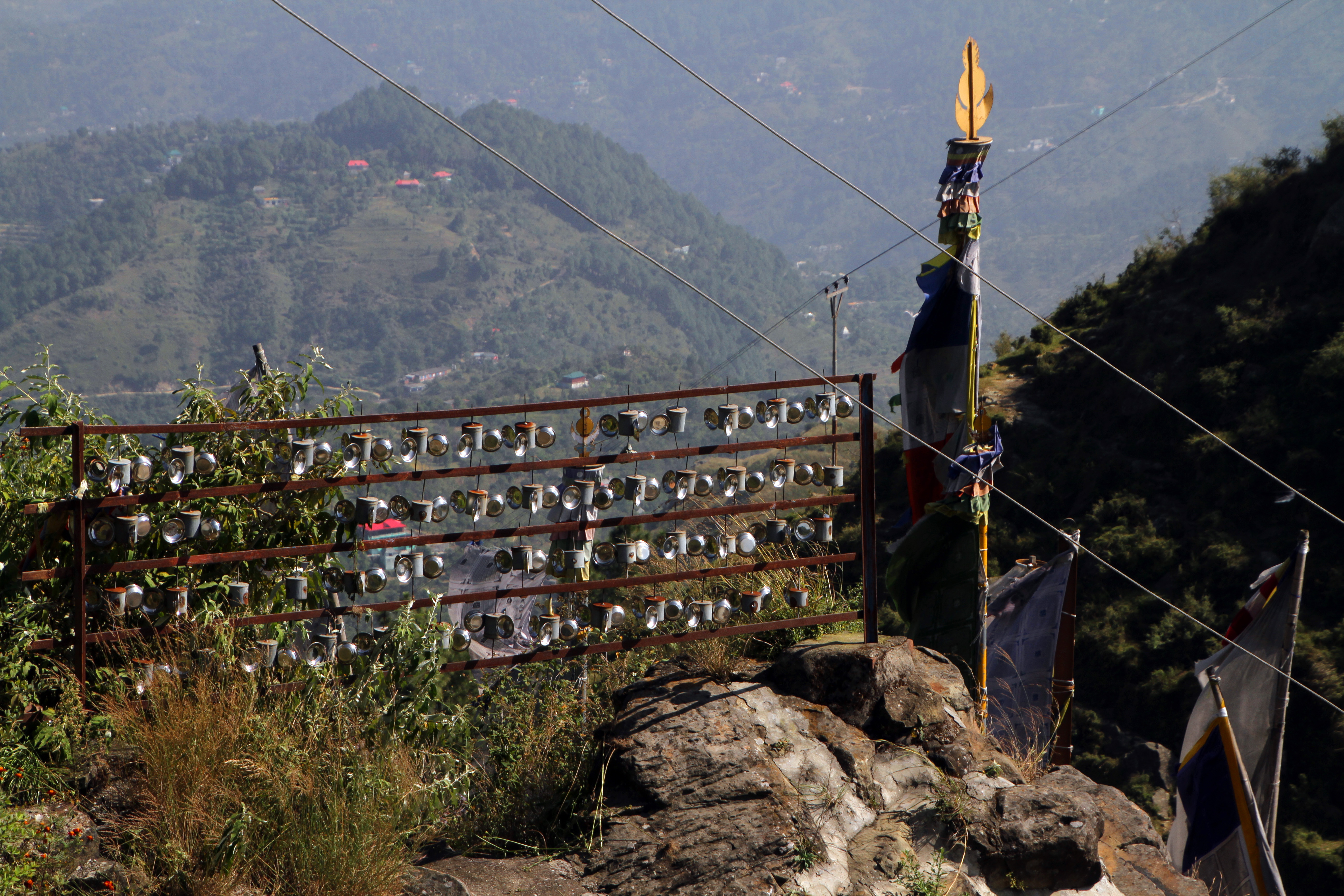
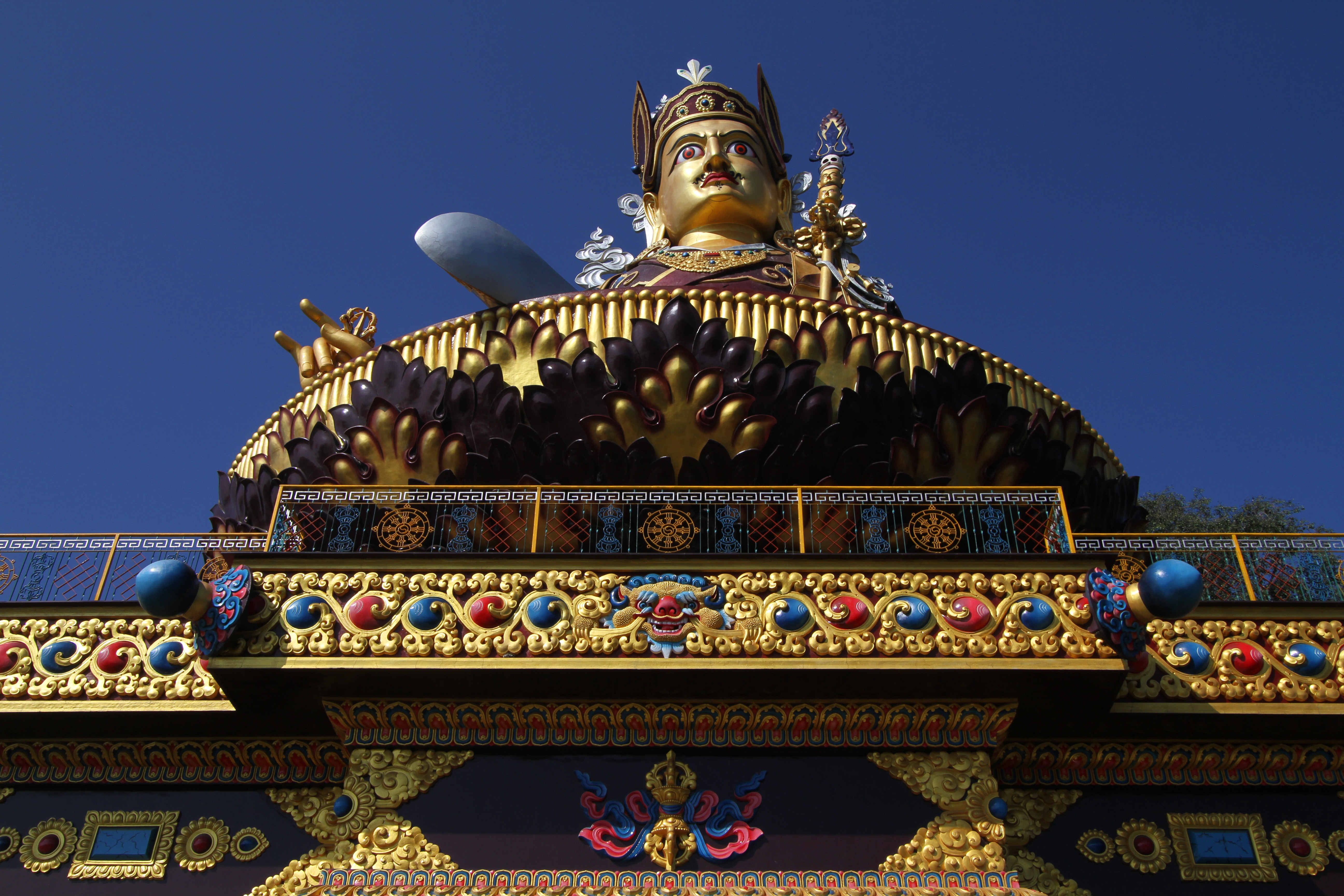
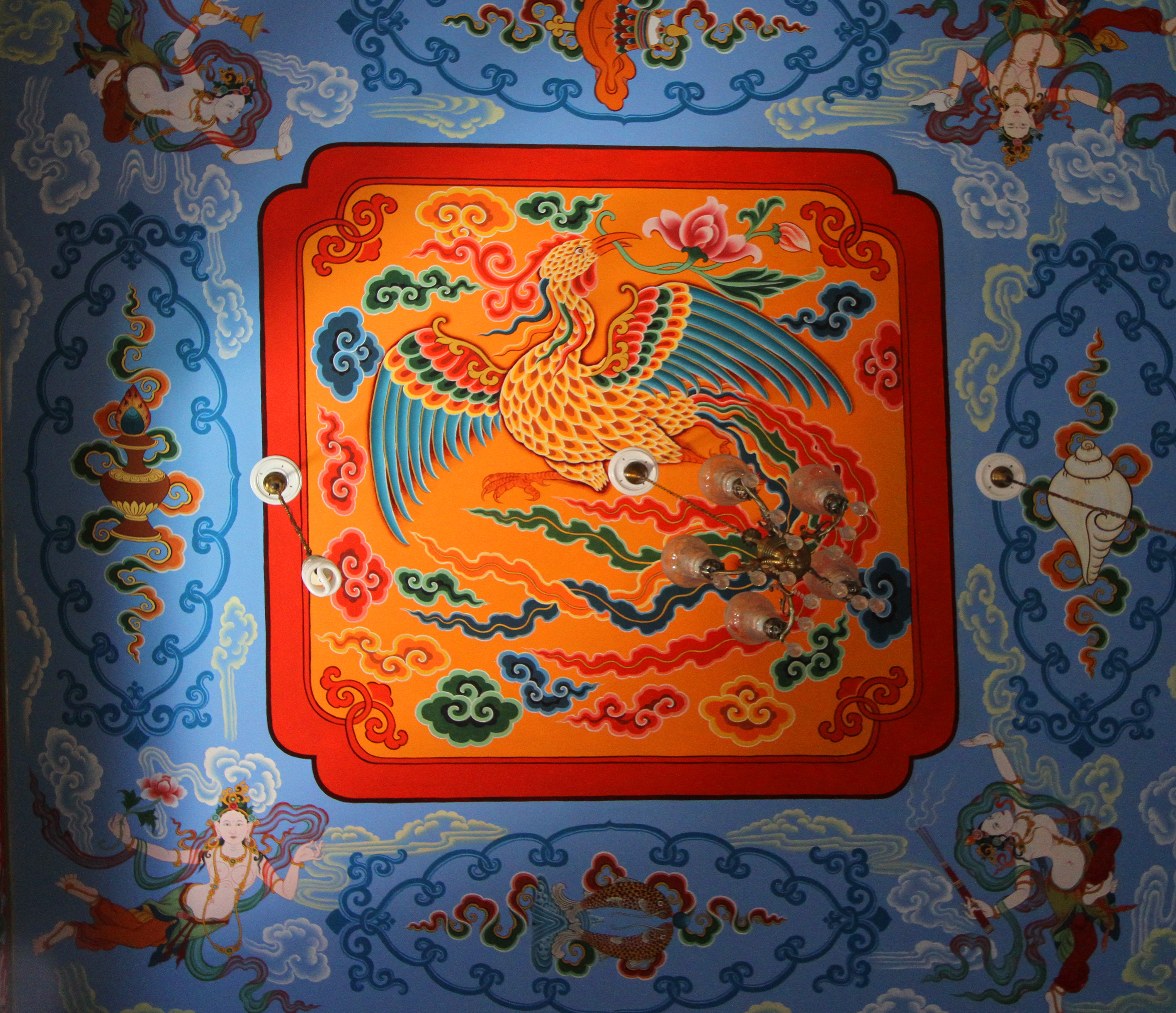
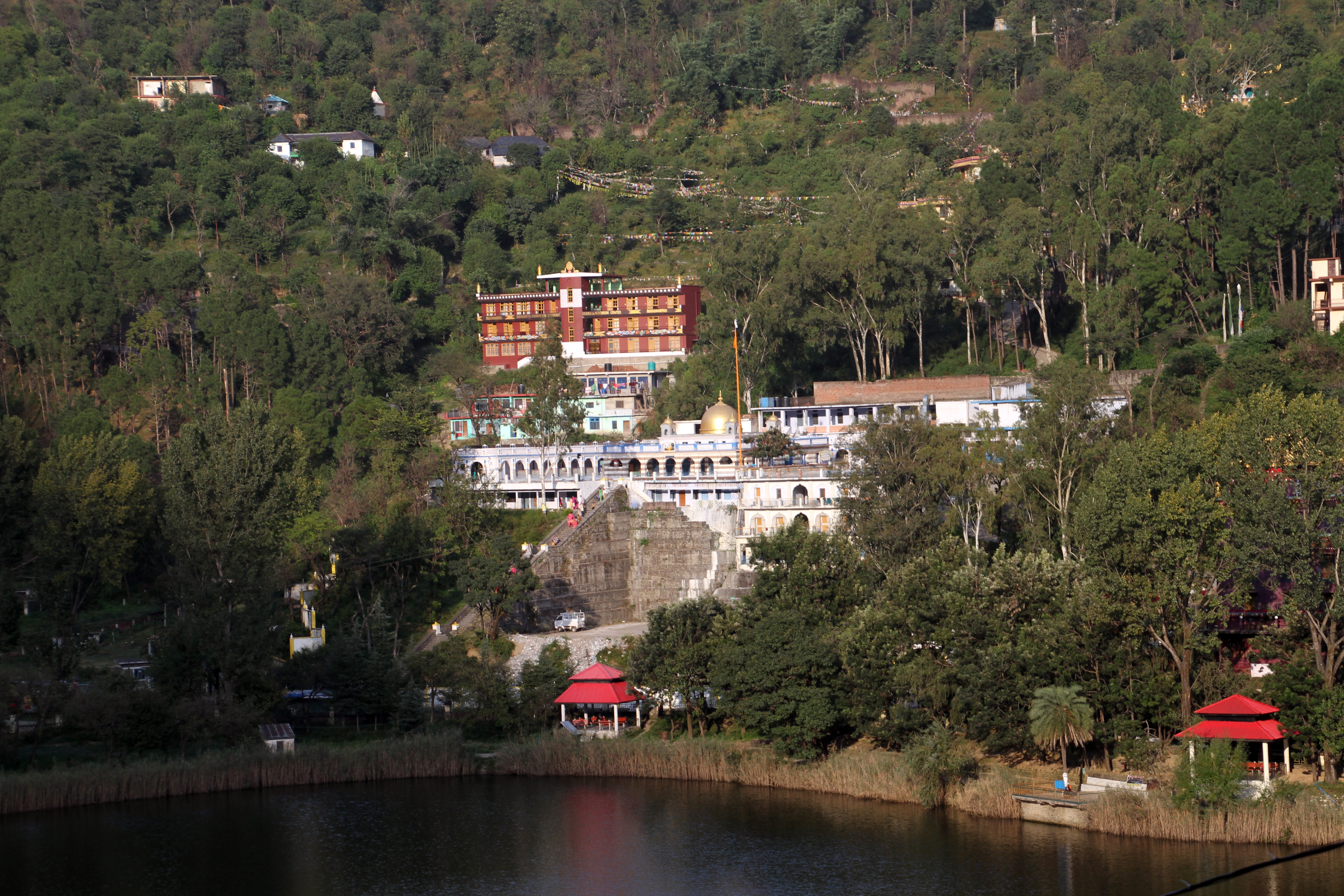